# La Mola (Gallifa)
La Mola és una muntanya de 942 metres que es troba al municipi de Gallifa, a la comarca del Vallès Occidental.
En el seu cim es troba l'església romànica de Sant Sadurní de Gallifa.
Aquest cim està inclòs al llistat dels 100 cims de la FEEC